# جوزف استراس
مهندس جوزف بیرمن استراس مهندس عمران آمریکایی متولد ۱۹ دی ۱۲۴۸ از بنیان‌گذاران و طراحان و شروع کنندگان ساخت پل گلدن گیت بود.

## زندگی و حرفه
جوزف استراس در سینسیناتی اوهیو در خانواده‌ای هنرمند متولد شد. مادر او نوازنده پیانو و پدرش رافائل استراس از نویسندگان و نقاشان مطرح بود. مادر پیانیست او در یک حادثه رانندگی عمر او به پایان رسید. جوزف در سال ۱۲۷۰ (هجری شمسی) وارد دانشگاه سینسیناتی شد. او به عنوان شاعر و رئیس نیز خدمت کرده‌است. استراس با دریافت مدرک مهندسی عمران از این دانشگاه فارغ‌التحصیل شد.
او در حالی که در دانشگاه درس می‌خواند در بیمارستان بستری شد و این در صورتی بود که اتاق بیمارستان او مشرف به پل معلق جان روبلینگ بود. این جرقه‌ای برای علاقه‌مند شدن او پل‌ها بود. پس از فارغ‌التحصیلی از دانشگاه، استراس در یک شرکت تخصصی ساخت پل به نام راف مودجسکی استخدام شد در آن زمان پل متحرک گران‌قیمتی از جنس آهن با وزن سنگینی که ساخت آن را شرکتی که او در آن کار می‌کرد در حال ساخت بود، جوزف در یک اقدامی هوشمندانه پیشنهاد استفاده از بتن را به جای استفاده از آهن سنگین داد اما متأسفانه پیشنهاد او در نهایت بی‌فکری رد شد. جوزف ترجیح داد که دیگر در این شرکت که طبق معمول آن دوران اصلاً به ایده‌ها و طرح‌های جدید اهمیتی نمی‌دادند نباشد و آن شرکت را ترک کرد و خودش یک شرکت تأسیس کرد. پس از این استراس به شیکاگو رفت جایی که انقلابی در صنعت پل‌سازی متحرک روی داد.

## زندگی شخصی
جوزف در زندگی شخصی اش عادت‌های زیادی داشت از جمله این عادت‌ها، عادت به شعر گفتن بود. پس از تمام شدن پروژه ساخت پل گلدن گیت به دنیای شعر روی آورد که به آن‌ها بسیار علاقه‌مند بود و این همزمان شد با نوشتن مجموعه شعری با عنوان هر کسی بر هر کاری تواناست. هم چنین او مجموعه شعرهای «جنگل سرخ» و «سکوایا» را منتشر کرد که در اختیار گردشگران بازدید کننده از کالیفرنیا قرار می‌گرفت.

## طراحی پل‌ها
استراس طراحی‌های زیادی انجام داده بود که از جمله آن‌ها می‌توان به پل برن ساید در سال ۱۳۰۴ در پورتلند و پل لویس و کلارک بر روی رودخانه کلمبیا اشاره کرد. استراس هم چنین سابقه کار با شرکت طراحی پل «دامنین» را در ساخت پل «باسکل» در شهر تورنتو را دارد. اوج کار استراس را می‌توان به مهندس ارشد شدن ساخت پل گلدن گیت در سانفرانسیسکو دانست.

### پل گلدن گیت
مهندس ارشد و سرپرست تمامی کارکنان در پروژه گلدن گیت استراس بود اما جوزف با خیلی از مشکلات مواجه بود. یکی از این معضلات پیدا کردن بودجه و کمک مالی برای ساخت این پل افسانه‌ای بود که نیاز به حمایت دولت آمریکا و هم چنین نیاز به حمایت مردم داشت. البته نوآوری در ساخت این پل حرف اول را می‌زد اما به هر حال او باید تمام جوانب را در نظر می‌گرفت دهانه بسیار بزرگ گلدن گیت ارتفاع زیاد پل و نیروهای وارده از سمت آّب کار را بسیار سخت کرده بود. استراس هم چنین از ایمنی کار کارگران نیز بسیار نگران بود اما در نهایت تصمیم گرفت که با ساخت شبکه‌های در زیر پل ایمنی و توان و استحکام آن را بالا ببرد که این موضوع باعث حفظ جان ۱۹ نفر شد. اما به‌طور کلی باید دانست که جوزف استراس به تنهایی این پل را طراحی نکرده‌است و در کنار او "چارلز آلتون الیز " نیز حضور داشته‌اند

## پایان زندگی
او در شهر لس آنجلس، کالیفرنیا مرد و یک سال بعد از مرگ او پل گلدن گیت تکمیل شد و افتتاح گردید اما مجسمه او در شهر سانفرانسیسکو و در کنار پل گلدن گیت قرار داده شده‌است که مسلماً یادآور تمام زحمات او بوده‌است. در طول تاریخ از جوزف بیرمن استراس به عنوان یکی از مشهورترین مهندسان عمران جهان یاد می‌شود و یاد او در قلب‌های مهندسین عمران جهان وجود دارد.